# François Mimault
François Mimault, né à Parthenay vers 1580 et mort à Aix-en-Provence au début de septembre 1652, est un peintre français.

## Biographie
François Mimault est le fils de Pierre Mimault, pâtissier à Parthenay, et de Marie Joual Soual ou Soyette.
Il quitte Parthenay pour aller se former en Italie en passant peut-être par Fontainebleau. D'après Frédéric Mireur, il est probablement l'élève de Louis Finson (avant 1580-1617). François Mimault séjourne à son retour dans la région de Vence, puis il se fixe à Draguignan, au plus tard en 1608. Le 8 juin 1608, il y épouse Marguerite Paul, née le 24 juillet 1594 à Draguignan, fille de l'apothicaire Gaspard Paul. Le 26 mai 1609 elle donne naissance à son premier enfant, Bernardin Mimault, suivi de Jacques et Isabeau.
En 1609 François Mimault peint une toile représentant la Sainte Parenté pour la chapelle Sainte-Anne dans la campagne de Seillans. La même année il exécute des « armes royaultz » pour les portes de Seillans. Il est déjà suffisamment connu en 1609 pour recevoir des commandes de villes assez éloignées, comme Clumanc ou Éoulx. Le nombre de ses commandes va s'accroître. Le 27 novembre 1611, Lombard Vaixière, trésorier de la confrérie des Pénitents blancs, lui commanda deux écus pour réaliser une bannière peinte des deux côtés. Il peint en 1612 des banderoles et écussons pour la Fête-Dieu.
En 1613, il acquiert une maison à Draguignan, à l'angle de la rue de l'Observance et de la rue de la Blancherie, où il installe son atelier [réf. nécessaire].
Entre 1614 et 1620, il est associé avec un artiste originaire de Saint-Paul-de-Vence, Laurent de Canavèse, spécialiste de la dorure, qu'il a peut-être connu à son retour de Rome. De cette époque date des œuvres réalisées pour la cathédrale de Senez : Assomption de la Vierge, la Donation du Rosaire et probablement Saint Michel terrassant le dragon.
En 1616, il reçoit la commande d'une toile représentant une Sainte Parenté entre les deux saints Jean pour l'église de Bargemon, une Annonciation pour la chapelle Saint-Cyr de Seillans. N'arrivant pas à satisfaire les nombreuses commandes qu'il a reçu, les Dominicains lui demandent en 1618 de leur rembourser les avances qui lui ont été payées.
Ses tableaux lui permettent d'acheter une maison en 1617 et une vigne en 1618. Dans une transaction de 1621, il est cité comme recteur de l'hôpital Saint-Jacques.
En 1617, on lui commande « deux toiles représentant le mistère de la Salve Regina en huict ystoyres ».
C'est probablement grâce à la protection du capiscol de la cathédrale d'Aix, Bernardin Geoffroy Gansard, qu'il quitte Draguignan pour s'installer à Aix-en-Provence, en 1622. Il conserve sa maison de Draguignan jusqu'en 1633 et continue d'y séjourner.
Un Baptême du Christ peint en 1625 est conservé dans l'église Saint-Jean-de-Malte, à Aix-en-Provence.
Il peint pour l'ancienne cathédrale d'Entrevaux deux toiles, Assomption de la Vierge et les Douze apôtres, en 1630, et le Couronnement de la Vierge, en 1631.
En 1633, il exécute une Annonciation et le Père Éternel entouré d'anges pour l'église paroissiale de Châteaudouble.
François Mimault peint des décorations pour des entrées à Aix-en-Provence, en 1634, pour l'entrée du marquis de Saint-Chamont, en 1637, pour l'entrée du roi Louis XIII, et celle du comte de Carcès, celle du comte de Saint-Alais, en 1638.
Il réalise les portraits d'Alphonse-Louis du Plessis de Richelieu, frère aîné du cardinal et archevêque d'Aix, d'Antoine de Séguiran, de René Le Clerc, évêque de Glandèves.
Mimault peint deux tableaux représentant le Vœu de Louis XIII, pour l'église Saint-Pierre de La Penne, en 1639, et de Briançonnet, en 1640, toutes deux situées dans la vallée de l'Estéron. En 1642, il travaille dans la chapelle castrale de Gréoux-les-Bains à la demande d'Esprit de Clapiers.
En 1640, Honoré Court commande à François Mimault un tableau représentant L'Assomption de la Vierge pour l'église de Cabris. Ce tableau est très proche par sa composition de celui qu'il avait réalisé pour la cathédrale de Senez.
Plusieurs tableaux se trouvant dans les églises de la vallée de la Vaïre ont été peints par François Mimault :
- en 1641, dans l'église Saint-Jean-Baptiste d'Annot, Descente de croix avec deux pénitents[8], placée dans une chapelle de pénitents dont la commande est détaillée dans un prix-fait du 25 octobre 1641,
- vers 1641, dans l'église Saint-Jacques de Méailles, Descente de croix avec deux pénitents semblable au tableau peint pour l'église d'Annot,
- en 1647, dans l'église Saint-Pierre-et-Saint-Pons de Le Fugeret, Donation du rosaire à saint Dominique de Guzman et sainte Catherine de Sienne d'après le prix-fait, mais la qualité du tableau se trouvant actuellement dans l'église doit être une copie car il n'a pas la qualité des œuvres de François Mimault[9].

Au total, on recense au moins dix-neuf de ses toiles en Provence. Beaucoup de ses grandes peintures ont disparu, à l'église Saint-Sauveur, à l'église de La Madeleine, au Saint-Esprit, au grand séminaire et à l'hôtel de ville d'Aix-en-Provence, pour des confréries de Pénitents à Brignoles et Digne, pour les carmes des Aygalades de Marseille, pour les églises paroissiales Gardanne, Venelles, La Barben, Vauvenargues, Gréoux, Reillanne, Valensole, Vinon…
Il fait son testament à Draguignan le 18 septembre 1640 [réf. nécessaire].

## Élèves
- Bernardin Mimault (1609-1673), son fils aîné.
- Honoré Gourret (1620-1688), peintre aixois.
- Jean-Baptiste de La Rose (1612 ?–1687) fait son apprentissage de la peinture dans l'atelier de François Mimault entre le 28 mai 1631 et le 7 décembre 1638. Ce peintre installé à Toulon entreprend de faire la décoration du vaisseau de prestige le Royal Louis à partir 1667[11]. Il est directeur à l'arsenal de Toulon.